# Genesis Butler
Genesis Butler (Long Beach, California, 2007) es una activista estadounidense por los derechos de los animales y fundadora de Youth Climate Save. Es sobrina bisnieta de César Chávez.

## Distinciones
Genesis fue la activista animal joven del año 2019 de PETA.